# Schweizer Nordische Skimeisterschaften 1975
Die Schweizer Nordischen Skimeisterschaften 1975 fanden vom 9. Februar 1975 bis zum 16. Februar 1975 im Pays-d’Enhaut statt. Ausgetragen wurden im Skilanglauf bei den Männern die Distanzen 15 km, 30 km und 50 km, und die 4 × 10 km Staffel. Bei den Frauen fand ein Rennen über 10 km und die 3 × 5 km Staffel statt. Der erfolgreichste Skilangläufer war der Obergomser Hans-Ueli Kreuzer, der über 15 km und mit der Staffel von SC Obergoms gewann. Zudem siegte Albert Giger über 30 km und Alfred Kälin über 50 km. Bei den Frauen wurde Doris Petrig Meisterin im Rennen über 10 km und in der Staffel siegte der Zentralschweizer Skiverband. Das Skispringen gewann Ernst von Grünigen. In der Nordischen Kombination wurde aufgrund der geringen Beteiligung kein Meistertitel vergeben.

## Skilanglauf

### Männer

#### 30 km
| Platz | Name                | Verein                  | Zeit (std) |
| ----- | ------------------- | ----------------------- | ---------- |
| 01    | Albert Giger        | Alpina St. Moritz       | 1:27:56,70 |
| 02    | Alfred Kälin        | SC Einsiedeln           | 1:28:53,54 |
| 03    | Edi Hauser          | SC Obergoms             | 1:29:27,11 |
| 04    | Christian Pfeuti    | Sangernboden            | 1:31:00,09 |
| 05    | Franz Renggli       | Grenzwachtkorps Splügen | 1:32:06,64 |
| 06    | Urs Bieri           | Plasselb                | 1:32:40,08 |
| 07    | Herbert Geeser      | Arosa                   | 1:32:45,71 |
| 08    | Konrad Hallenbarter | SC Obergoms             | 1:32:51,36 |
| 09    | Alois Oberholzer    | SC Einsiedeln           | 1:33:35,55 |
| 10    | Venanz Egger        | Plasselb                | 1:34:06,49 |

Datum: Sonntag, 9. Februar 1975 im Pays-d’Enhaut

Albert Giger gewann mit 57 Sekunden Vorsprung auf den Vorjahressieger Alfred Kälin und holte seinen ersten Einzeltitel.

#### 15 km
| Platz | Name                | Verein            | Zeit (min) |
| ----- | ------------------- | ----------------- | ---------- |
| 01    | Hans-Ueli Kreuzer   | SC Obergoms       | 43:23      |
| 02    | Albert Giger        | Alpina St. Moritz | 43:37      |
| 03    | Alfred Kälin        | SC Einsiedeln     | 43:58      |
| 04    | Edi Hauser          | SC Obergoms       | 44:23      |
| 05    | Christian Pfeuti    | Sangernboden      | 44:29      |
| 06    | Konrad Hallenbarter | SC Obergoms       | 44:52      |
| 07    | Heinz Gähler        | SC Herisau        | 45:14      |
| 08    | Urs Bieri           | Plasselb          | 45:20      |
| 09    | Pierre-Eric Rey     | Cernets           | 45:37      |
| 10    | Erwin Wallmann      | Giswil            | 45:41      |

Datum: Mittwoch, 12. Februar 1975 in La Lécherette

Hans-Ueli Kreuzer gewann mit 14 Sekunden Vorsprung auf Albert Giger und Alfred Kälin und holte damit seinen ersten Meistertitel. Der Vorjahressieger Edi Hauser wurde Vierter.

#### 50 km
| Platz | Name             | Verein            | Zeit (std) |
| ----- | ---------------- | ----------------- | ---------- |
| 01    | Alfred Kälin     | SC Einsiedeln     | 2:31:36,85 |
| 02    | Christian Pfeuti | Sangernboden      | 2:32:10,21 |
| 03    | Edi Hauser       | SC Obergoms       | 2:33:09,81 |
| 04    | Albert Giger     | Alpina St. Moritz | 2:33:17,19 |
| 05    | Urs Bieri        | Plasselb          | 2:38:37,58 |
| 06    | Erwin Wallmann   | Giswil            | 2:40:19,67 |
| 07    | Alois Oberholzer | SC Einsiedeln     | 2:40:51,27 |
| 08    | Heinz Gähler     | Herisau           | 2:41:53,23 |
| 09    | Herbert Geeser   | Arosa             | 2:42:02,62 |
| 10    | Giuseppe Dermon  | SC Disentis       | 2:42:52,50 |

Datum: Sonntag, 16. Februar 1975 im Pays-d’Enhaut

#### 4 × 10 km Staffel
| Platz | Namen                                                          | Verein        | Zeit (std) |
| ----- | -------------------------------------------------------------- | ------------- | ---------- |
| 01    | Ulrich Wenger Edi Hauser Konrad Hallenbarter Hans-Ueli Kreuzer | SC Obergoms   | 2:23:58,65 |
| 02    | Felix Ochsner Karl Marty Alois Oberholzer Alfred Kälin         | SC Einsiedeln | 2:28:24,80 |
| 03    | Beat Renggli Karl Lustenberger Fritz Lötscher Kurt Lötscher    | SC Marbach    | 2:28:49,20 |
| 04    | Parpan Nikolaus Dermon Giuseppe Dermon Albin                   | SC Disentis   | 2:29:18,70 |

Datum: Donnerstag, 9. Februar 1975 in La Lécherette

### Frauen

#### 10 km
| Platz | Name              | Verein        | Zeit (min) |
| ----- | ----------------- | ------------- | ---------- |
| 01    | Doris Petrig      | SC Einsiedeln | 36:42,38   |
| 02    | Eva Westerlund    | SC Herisau    | 37:20,32   |
| 03    | Evi Schafelberger | Am Bachtel    | 37:44,03   |
| 04    | Ruth Schwarz      | Altstetten    | 37:51,42   |
| 05    | Rosmarie Kurz     | Winterthur    | 37:52,61   |
| 06    | Susanne Lüthi     | Zweisimmen    | 37:59,43   |

Datum: Sonntag, 9. Februar 1975 im Pays-d’Enhaut

#### 3 × 5 km Staffel
| Platz | Namen                                                | Verein                      | Zeit (std) |
| ----- | ---------------------------------------------------- | --------------------------- | ---------- |
| 01    | Monika Küng Annamaria Kuster Käthi Aschwanden        | Zentralschweizer Skiverband | 1:01:06,40 |
| 02    | Brigitte Spörndle Edith Spörndle Ines de Quervain    | SC Davos                    | 1:01:17,57 |
| 03    | Vreni Schaufelberger Rosmarie Kurz Christine Brügger | Zürcher Skiverband          | 1:01:35,60 |

Datum: Montag, 10. Februar 1975 im Pays-d’Enhaut

## Nordische Kombination

### Einzel
| Platz | Name              | Ort        | Punkte |
| ----- | ----------------- | ---------- | ------ |
| 01    | Karl Lustenberger | SC Marbach | 422,32 |
| 02    | Toni Schmid       | Lenk       | 400,30 |
| 03    | Ernst Beetschen   | Lenk       | 389,59 |

Datum: Freitag, 14. Februar und Samstag, 15. Februar 1975 im Pays-d’Enhaut

Es wurde aufgrund der geringen Beteiligung kein Meistertitel vergeben.

## Skispringen

### Normalschanze
| Platz | Name               | Verein          | Weite 1 | Weite 2 | Punkte |
| ----- | ------------------ | --------------- | ------- | ------- | ------ |
| 01    | Ernst von Grünigen | Ski-Club Gstaad | 68,0 m  | 65,5 m  | 223,0  |
| 02    | Robert Mösching    | Ski-Club Gstaad | 69,0 m  | 68,0 m  | 218,6  |
| 03    | Hans Schmid        | Mümliswil       | 65,0 m  | 64,5 m  | 209,6  |
| 04    | Josef Bonetti      | Andermatt       | 64,5 m  | 64,5 m  | 199,3  |
| 05    | Fredy Guignard     | La Brassus      | 62,5 m  | 63,0 m  | 194,7  |
| 06    | Sepp Zehnder       | SC Einsiedeln   | 63,0 m  | 61,0 m  | 191,8  |
| 07    | Karl Lustenberger  | SC Marbach      | 64,5 m  | 60,0 m  | 190,6  |
| 08    | Ernst Egloff       | Wildhaus        | 63,5 m  | 60,5 m  | 189,3  |
| 09    | Jacky Rochat       | Le Brassus      | 61,0 m  | 62,5 m  | 189,0  |
| 010   | Hansjörg Sumi      | Ski-Club Gstaad | 63,5 m  | 58,5 m  | 179,1  |

Datum: Sonntag, 16. Februar 1975 im Pays-d’Enhaut

Ernst von Grünigen holte mit Weiten von 68 m und 65,5 m und seinen ersten Meistertitel.